# 노예 해안

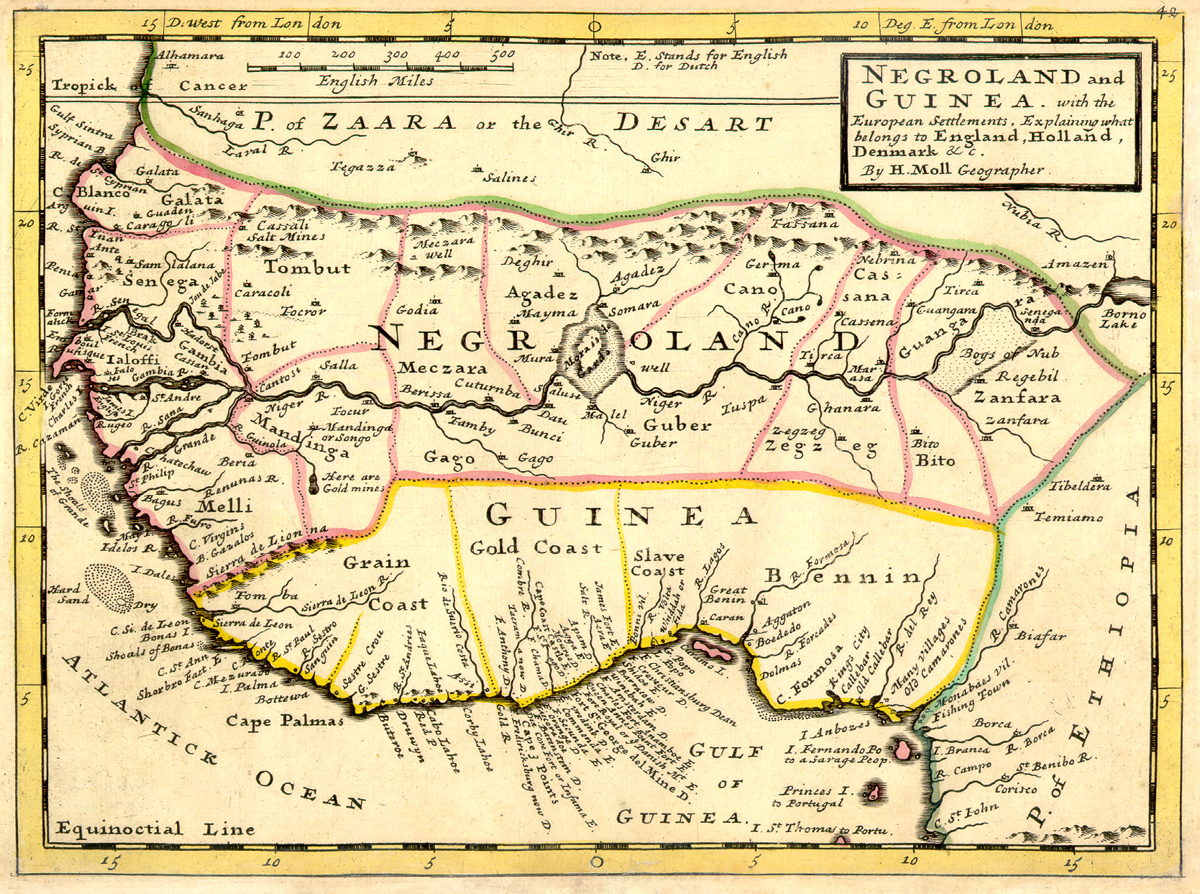
노예 해안이 포함된 1729년 지도

노예 해안(奴隸 海岸, Slave Coast)은 현재의 토고, 베냉, 나이지리아 서부 연안 지대를 가리키는 용어이다. 베냉 만과 접한 서아프리카의 대서양 연안 지대를 가리킨다.
16세기 초반 포르투갈의 상인들이 도착한 뒤부터 19세기 초반에 노예 무역이 공식적으로 폐지될 때까지 대서양 연안에서 많은 아프리카의 흑인 노예가 노예 무역을 통해 팔려나갔다. 이들 노예는 아메리카 대륙으로 가는 무역선에 실렸다. 인접한 황금 해안, 상아 해안, 후추 해안과 함께 주요 특산물의 이름을 따서 "노예 해안"이라고 불렀다.
노예 상인들은 현지의 흑인 부족에게 구식 무기를 주고 다른 부족 세력을 정복하는 대가로 노예를 획득하는 삼각 무역을 전개했다. 이 무역을 통해 팔려나간 흑인 노예들은 1,000만명에서 2,000만명에 달했으며 아프리카의 인적, 경제적, 문화적 손실로 이어졌다.